# Silvia Baron Supervielle
Silvia Baron Supervielle (*10 de abril de 1934, Buenos Aires, Argentina) es una escritora, poeta, narradora y traductora argentina residente en Francia desde 1961.

## Trayectoria
Nació en Buenos Aires de madre uruguaya (Raquel García Arocena) y padre argentino de origen francés (Andrés Baron Supervielle,1905-1999). Huérfana a los dos años, recibe de su abuela francesa, prima hermana del poeta uruguayo Jules Supervielle, su educación francesa. 
Viajó a Europa en 1961, reside en París y comienza a escribir en francés. 
Ha traducido al francés a Jorge Luis Borges, Macedonio Fernández, Alejandra Pizarnik, Silvina Ocampo, Roberto Juarroz, Arnaldo Calveyra, Ida Vitale, y al español a Marguerite Yourcenar de quien tradujo su obra poética y teatral: Les Charités d’Alcippe (Visor, Madrid 1982) y Théâtre de Marguerite Yourcenar (Tomo I, 1983 ; Tomo II, 1986. Editions Lumen, Barcelona).
En el año 2012 fue recipiente del Premio de Literatura Jean Arp.
Es Oficial de la Orden Nacional del Mérito de Francia.
Preside el jurado para el Gran Premio de Poesía 2012-14.

## Obra principal
- Les Fenêtres, Hors Commerce, 1977
- Plaine blanche, Editions Carmen Martínez, 1980.
- Espace de la mer, Editions Thierry Bouchard, 1981.
- La Distance de sable, Editions Granit, 1983.
- Le Mur transparent, Editions Thierry Bouchard, 1986.
- Un été avec Geneviève Asse, entretien, L’Échoppe, 1996.
- Lectures du vent, Editions José Corti, 1988.
- L’Or de l’incertitude, 1990
- Le Livre du retour, Editions José Corti, 1993.
- L’Eau étrangère, Editions José Corti, 1993.
- La Frontière, Editions José Corti, 1995.
- Nouvelles Cantates, Editions José Corti, 1995.
- La frontière, 1995
- El cambio de lengua para un escritor. 1998, Corregidor
- La Ligne et l'Ombre. 1999
- El agua extraña. 2000
- Después del paso. 2001
- La orilla extraña (novela)
- Une reconstitution passionnelle: Correspondance 1980-1987, Editions Gallimard, 2009
- L’alphabet du feu: Petites études sur la langue, Gallimard 2007
- Journal d'une saison sans mémoire, Gallimard, 2009
- Le pont international, Gallimard, 2011
- Lettres à des photographies, Gallimard, 2013
- La doucer du miel, Gallimard, 2015
- Chant d'amour et de séparation, Gallimard, 2017

## Traducciones al francés
- Jorge Luis Borges, Les Conjurés, Jacques Quentin éditeur, Genève, 1989.
- Macedonio Fernández, Elena Bellemort, José Corti, 1990.
- Macedonio Fernández, Papiers de Nouveau venu et Continuation de rien, fragments, avec Marianne Millon, José Corti, 1992.
- Roberto Juarroz, Fragments verticaux, fragments, José Corti, 1993.
- Juan Rodolfo Wilcock, Les Jours heureux, poèmes, La Différence, 1994.
- Macedonio Fernández, Cahiers de tout et de rien, fragments, avec Marianne Millon, José Corti, 1996.
- Silvina Ocampo, Poèmes d’amour désespéré, poèmes, José Corti, 1997.
- Roberto Juarroz, Quatorzième poésie verticale, poèmes, José Corti, 1997.
- Silvina Ocampo, La Pluie de Feu, théâtre, Christian Bourgois, 1997.
- Teresa de Ávila, Cantiques du chemin, poèmes, Arfuyen, 1999.
- Arnaldo Calveyra, Le livre du miroir, poèmes, Actes Sud, 2000.
- Ángel Bonomini, Tours de silence, poèmes, Arfuyen, 2004.
- Alejandra Pizarnik, Œuvre poétique,con Claude Couffon  Actes Sud, 2005.